# Sturnia blythii
El estornino de Blyth (Sturnia blythii) es una especie de ave paseriforme de la familia Sturnidae propia del sudoeste de la India. Anteriormente se consideraba una subespecie del estornino malabar.